# Conus paranobilis
Espèce
Conus paranobilis est une espèce fossile de mollusques gastéropodes marins de la famille des Conidae.

## Distribution
Cette espèce marine n'est connue que comme fossile de la mer d'Okeechobean (Pliocène, Pléistocène).

## Taxonomie

### Publication originale
L'espèce Conus paranobilis a été décrite pour la première fois en 1991 par le malacologiste américain Edward James Petuch (d),.